# José Espejo Cisneros
José de Espejo y Cisneros (llamado también José Sánchez de Espejo), nacido en Alhama (Murcia), bautizado el 31 de marzo de 1667 en la Parroquial de San Lázaro (Fol. 179-v).
Hijo de Don Salvador Sánchez Osete, Hijodalgo notorio en el padrón de 1667 de la villa de Alguazas (como hacendado, junto con su mujer), Regidor de Coria, Alcalde de la Hermandad por el Estado Noble de Cehegín (21-VI-1687), Superintendente de Rentas Reales en Alcalá de Henares y su Provincia; y de Doña Eufrasia Espejo y Cisneros, hermana de Don Bartolomé Espejo y Cisneros, Obispo de Málaga.
Fue Caballero de la Orden de Santiago (R.C. 13-VIII-1691 y R.D. 24-X-1691), Arcediano de Calzadilla y de Málaga, Obispo de Orihuela (1714-1717) y de Calahorra (1717-1747).
- Datos: Q5939494